# 胡其俊 (晚明官员)
胡其俊（？—？），號樸生，晚明官員。湖廣孝感縣（今湖北省孝感市）人。萬曆丙辰進士，官至陝西副使。

## 生平
胡其俊於萬曆四十三年（1615年）中式乙卯科舉人，萬曆四十四年（1616年）聯捷丙辰科錢士升榜三甲進士。禮部觀政，萬曆四十五年（1617年）任順天府永清縣知縣。萬曆四十八年（1620年）調固安縣知縣。天啓二年行取考选，授山西道監察御史，三年丁憂歸。六年起升廣東參議，七年升福建副使，崇祯元年考察，二年補官陕西潼關道副使。崇禎四年（1631年），降賊獨頭虎過韓城、潼關，胡其俊竟然追送錢財九十萬之多，反又被勒索。